# Rudgea subcordata
Rudgea subcordata är en måreväxtart som beskrevs av Johannes Müller Argoviensis. Rudgea subcordata ingår i släktet Rudgea och familjen måreväxter. Inga underarter finns listade i Catalogue of Life.